# Politikens filmjournal 060
|  | Denne artikel er oprettet af botten Steenthbot ud fra en ekstern database. Den kan derfor have sproglige fejl eller mangler. Denne skabelon kan fjernes efter kontrol af indholdet. |

Politikens filmjournal 060 er en dansk dokumentarisk optagelse fra 1950.

## Handling
København modtager Winston Churchill: Winston Churchill besøger København den 10. oktober 1950. Han modtages i Kastrup af Prins Knud. Køretur gennem Københavns gader i åben bil. Churchill står på bagsædet og modtager folkets hyldest med den karakteristiske cigar og v-tegnet. Modtagelse på Rådhuset. 150 frihedskæmpere fra hele landet danner spalier i Rådhushallen. Krokonen fra Jylland, Fru Gudrun Fiil, Hvidsten, overrækker en buket blomster. Herefter hilser han på medlemmer af Frihedsrådet. På Rådhusets balkon får Eisenhower overrakt frihedskæmperarmbindet af Frode Jacobsen. Eisenhower holder takketale. Samme optagelser findes også i Politikens Filmjournal 059.